# Håkon Mosby (Schiff)
Die Håkon Mosby ist ein ehemaliges Forschungsschiff der Universität Bergen.

## Geschichte
Das Schiff wurde unter der Baunummer 128 auf der norwegischen Werft Mjellem & Karlsen in Bergen gebaut. Die Kiellegung fand im Januar 1979 statt, die Fertigstellung erfolgte am 12. September 1980. Das Schiff wurde vom Institute of Marine Research der Universität Bergen (Havforskningsinstituttet) betrieben.
Das Schiff wurde für biologische, ozeanographische und geologische Forschungen eingesetzt. Für die Fischereiforschung war das Schiff als Heckfänger ausgerüstet. Einsatzgebiet des Schiffes waren in erster Linie die norwegischen Küstengewässer. Das Schiff war im Schnitt über 300 Tage im Jahr im Einsatz. Es konnte 21 Tage am Stück auf See bleiben und dabei 6.500 Seemeilen zurücklegen. Namensgeber des Schiffes war der norwegische Ozeanograph Håkon Mosby (1903–1989).
Das Schiff wurde im Herbst 2016 außer Dienst gestellt und durch das Forschungsschiff Kristine Bonnevie ersetzt. Anfang Januar 2017 wurde es für 2.800.000 NOK an das in Bodø ansässige Unternehmen Fisktrans verkauft. Neuer Name des Schiffes wurde ACC Mosby, Heimathafen Bodø.

## Technische Daten und Ausstattung
Der Antrieb des Schiffes erfolgt durch einen Dieselmotor der Herstellers Bergen Diesel (Typ: Normo LDBM-9) mit 1.119 kW Leistung. Der Motor wirkt über ein Untersetzungsgetriebe auf einen Verstellpropeller. Für die Stromerzeugung stehen zwei Generatorsätze zur Verfügung: ein Stamford-Generator mit 597 kVA Scheinleistung, der von einem Volvo-Penta-Dieselmotor (Typ: D16), sowie ein Siemens-Generator mit 180 kVA Scheinleistung, der von einem Volvo-Penta-Dieselmotor (Typ: TD-120) angetrieben wird. Das Schiff ist mit zwei Querstrahlsteueranlagen, je eine im Bug und eine im Heck, mit jeweils 147 kW Leistung ausgestattet.
Das Schiff verfügt über vier Decks. Die Decksaufbauten befinden sich im vorderen Bereich des Schiffes. Im hinteren Bereich befindet sich ein 140 m² großes, offenes Arbeitsdeck. Das Schiff ist mit drei Laborräumen ausgestattet, einem 30 m² großen Trockenlabor sowie einem je 20 m² großen Nass- und Chemielabor. An Deck können Container geladen werden und so z. B. zusätzlicher Laborraum zur Verfügung gestellt werden.
Das Schiff wurde mit neun Besatzungsmitgliedern betrieben, die in Einzelkabinen untergebracht waren. Für Wissenschaftler standen acht Einzel-, zwei Doppel- und eine Vierbettkabine zur Verfügung, so dass insgesamt 25 Personen an Bord Platz fanden.
Für die Forschung ist das Schiff mit verschiedenen Sonar- und Echolotanlagen und weiteren Sensoren ausgestattet. 2002 wurde das Schiff mit einem „Drop-Keel“ ausgerüstet, in dem ein Teil der akustischen Sensoren untergebracht wurde. Im Bereich des Arbeitsdecks stehen mehrere Winden zur Verfügung. Das Schiff ist mit vier Kranen mit Hebekapazitäten von einer bis drei Tonnen ausgestattet. Weiterhin verfügt es auf der Steuerbordseite über einen A-Rahmen. Ein mitgeführtes Schlauchboot diente als Arbeitsboot.
Der Rumpf des Schiffes ist eisverstärkt (Eisklasse C).